# Kerguelentärna
Kerguelentärna (Sterna virgata) är en måsfågel med mycket begränsad utbredning på några öar i södra Indiska oceanen.

## Utseende och läten
Kerguelentärnan är en liten, 31 centimeter lång och relativt mörk tärna. Adulta fåglar i häckningsdräkt är generellt mörkt grå med svart hätta och nedanför en smal vit kil på kinden som skiljer hättan från den grå nacken. Utanför häckningstid är pannan vitfläckad och undersidan blekare. Ungfågeln är kraftigt brunbandad på manteln med brun hätta. Från antarktistärna som förekommer i samma område skiljer den sig genom att vara mörkare, och ha kortare vinge och stjärt samt tunnare och spetsigare näbb.

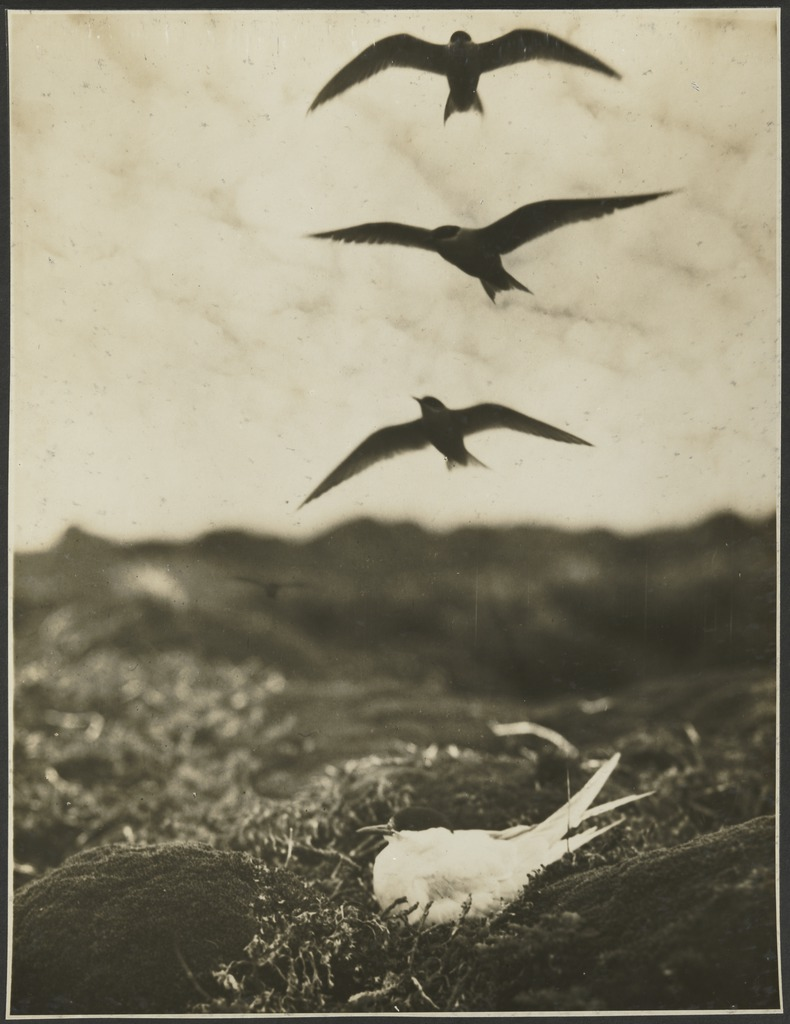

Lätena beskrivs i engelsk litteratur som hårda "chittick" och utdragna "keeeaaar".

## Utbredning och systematik
Fågeln förekommer i södra Indiska oceanen på öarna Marion Island, Crozetöarna och Kerguelen. Tidigare häckade den även på Prince Edward Island men är där utgången sedan 2011. Den delas vanligen in i två underarter, där nominatformen virgata förekommer på Kerguelen och mercuri på Crozet och i Prins Edwardöarna.

## Levnadssätt
Arten är stannfågel och rör sig även utanför häckningstid endast i närområdet. Den häckar på sparsamt bevuxna klippavsatser eller i floddalar mellan mitten av oktober till januari. Fågeln lägger ett till två ägg som ruvas i 24 dagar.

### Föda
Kerguelentärnan lever av fisk och skaldjur som den hittar i kelpfält, i bränningszonen och i grunt vatten nära strand. Den kan också ses leta efter ryggradslösa djur på land.

## Status och hot
Kerguelentärnans population anses vara stabil men mycket liten, endast 3.500-6.500 individer, varav den stora merparten häckar på Kerguelen. Det får internationella naturvårdsunionen IUCN att kategorisera arten som nära hotad. Det största hotet mot arten är extremt väder som hindrar den att födosöka och tvingar den att överge häckningskolonier.